# Nobuyuki Aihara
Nobuyuki Aihara (相原信行 Aihara Nobuyuki?,  Takasaki, Gunma, 16 de diciembre de 1934 -  Takasaki, 16 de julio de 2013) fue un gimnasta japonés y campeón olímpico en los Juegos Olímpicos de Roma 1960.

## Olimpiadas
Aihara compitió en los Juegos Olímpicos de Verano de 1956 en Melbourne, donde ganó una medalla de plata en el ejercicio de suelo, y una medalla de plata en la competición por equipos. También compitió en los Juegos Olímpicos de Verano de 1960 en Roma, donde ganó una medalla de oro en el ejercicio de suelo, y una medalla de oro en la competición por equipos.

## Muerte
Aihara falleció el 16 de julio de 2013, a la edad de 78 años en Takasaki, Gunma.